# 코스토묵샤

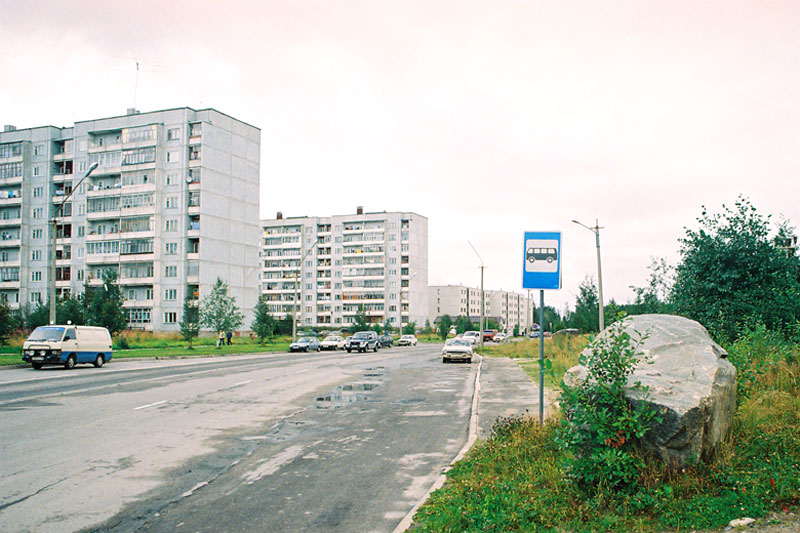

코스토묵샤(러시아어: Костому́кша, 핀란드어: Kostamus, 카렐리야어: Kostamus)는 카렐리야 공화국에 위치한 도시이다. 인구는 2만9,800명(2005년)이다.
도시는 페트로자보츠크에서 400km떨어져 있다.